# 㠱国

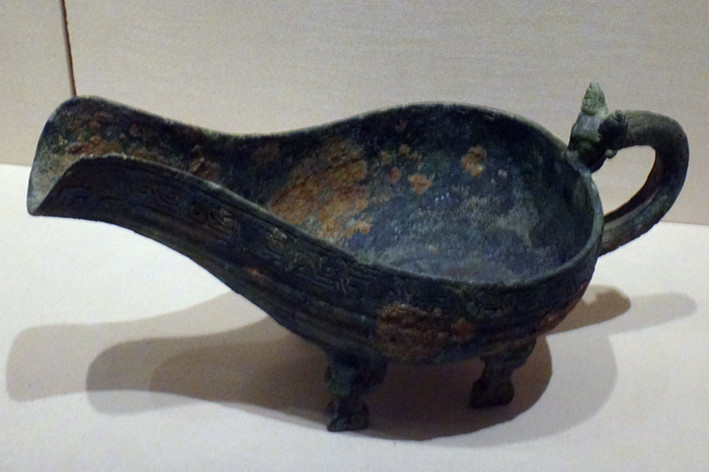
㠱伯𤥃父匜，1951年出土于黄县（今龙口市）南埠村

㠱国，不见于古代文献，仅于甲骨文和商周青铜器铭文中有体现，所以关于㠱国的观点还有很多争议。

## 文献记载
各类古代文献中均未记载㠱国的情况，《说文解字注》中“㠱”字的解释中有“按《集韵》，㠱，古国名”这一义项，并称《卫宏官书》将其视为杞国是不可信，但并无其他介绍。

## 文物记载
在出土的商代甲骨卜辞中就已经有了㠱国出现：殷墟出土的康丁至文丁时期的一篇卜辞（《合集》36416）中出现了“老㠱侯”的称谓，而更晚的卜辞中还有㠱侯军事活动的记载“癸未卜，在[]贞：王[贞]于㠱侯吘师”（《甲》2398+5877）。
周代的㠱国是一个姜姓国，约位于今山东诸城市西南，曾与周王室通婚。